# Berg der schimmen
Berg der schimmen is een hoorspel van Erasmus Schöfer. Berg der Schatten werd op 15 november 1966 uitgezonden door de Westdeutscher Rundfunk. De Nederlandse versie van Willy Wielek-Berg (vertaling) en S. de Vries jr. (regie) werd uitgezonden door de VARA op zaterdag 25 maart 1967. De uitzending duurde 44 minuten.

## Rolbezetting
- Andrea Domburg (Renja Steinweg)
- Frans Somers (Peter Schwarz)
- Rudi West (de kelner)
- Stine Lerou, Joke Hagelen, Huib Orizand, Hans Karsenbarg, Jan Wegter & Martin Simonis (in de scènes uit het verleden)

## Inhoud
Pas vijftien jaar na de feiten begonnen de medici in te zien, dat de herinnering aan de nationaalsocialistische vervolging voor de betroffenen van een andere aard is dan die aan de frontervaringen en bombardementen: een ziekte die slechts in zeldzame gevallen werkelijk genezen kan worden. Vakmensen noemden het geheel van de bij de vervolgden optredende ziekteverschijnselen het KZ-syndroom. In dit hoorspel staat het lot van een vrouw centraal, die door de wederwaardigheden tijdens de nationaalsocialistische periode ongeneeslijk getekend is.